# Jackson Kabiga
Jackson Kabiga (* 1. Dezember 1976) ist ein ehemaliger kenianischer Marathonläufer.
1996 wurde er Vierter beim London-Marathon und Sechster beim Chicago-Marathon und 1997 Sechster beim Berlin-Marathon.
1998 gewann er den Paris-Marathon und mit seiner persönlichen Bestzeit von 2:08:42 h den Fukuoka-Marathon. Im Jahr darauf gewann er die Premiere des Nagano-Marathons, und 2000 wurde er Dritter in Berlin.